# 万里の河
「万里の河」（ばんりのかわ）は、チャゲ&飛鳥（現：CHAGE and ASKA）の楽曲。自身の3作目のシングルとして、ワーナー・パイオニア（現：ワーナーミュージック・ジャパン）から1980年9月25日に発売された。

## 背景・制作
前作「流恋情歌」からちょうど7か月ぶりに発売された作品。飛鳥（現：ASKA）は、ヒットを意識して制作を行なっている:374,380。

## 批評・チャート成績
自身にとってオリコン週間ランキングで初めてトップ10入りしたヒット曲であり、最高位6位を記録し、累計売上枚数は53.7万枚（オリコン調べ）を記録した。
本作がヒットをしたことで、次作以降の作品が本作や「ひとり咲き」と比較されてしまい、正当な評価を受けられなかったという:378,380。

## 収録曲
| #         | タイトル     | 作詞      | 作曲      | 編曲      | 時間 |
| --------- | ------------ | --------- | --------- | --------- | ---- |
| 1.        | 「万里の河」 | 飛鳥涼    | 飛鳥涼    | 瀬尾一三  | 4:00 |
| 2.        | 「幻夜」     | チャゲ    | チャゲ    | 平野孝幸  | 3:44 |
| 合計時間: | 合計時間:    | 合計時間: | 合計時間: | 合計時間: | 7:44 |

## 楽曲一覧
1. 万里の河
メロディーは中国風の旋律を取り入れ、オリエンタルな雰囲気のヴォーカル・ラインとなっている。歌詞は去ってしまった恋人を待つ女性の心情を河の流れにたとえた内容となっている[4]。
この曲がヒットしたことにより、飛鳥は「万里の河」っぽい路線の曲じゃないと作れない時期があったという。この呪縛から解けた要因として飛鳥はレコード会社の移籍（ワーナー・パイオニア→キャニオン・レコード）であり、移籍後初のシングルは「モーニングムーン」だったという[5]。
音楽評論家の中将タカノリは、サウンドとチャゲと飛鳥の唄い方に着目し、「歌詞のアジア情緒や表拍にアクセントのある歌い方、飛鳥さんとチャゲさんがアコースティックギターをかき鳴らしながら歌うというスタイルなど、絶妙にフォークと演歌の中間をとらえている」と評価している[6]。チャゲ&飛鳥のデビュー当時に同じレコード会社だった狩人の加藤高道はメロディーが演歌っぽいことと飛鳥の唄い方にまだクセがないことを指摘している[6]。
この楽曲で、TBS系列の音楽番組『ザ・ベストテン』に出演し、開通する前の東北新幹線の駅で披露している[1]:380。
シングルミックスは、ベスト・アルバム『CHAGE&ASKA VERY BEST ROLL OVER 20TH』にて初めて収録された。
2. 幻夜
メインボーカルは飛鳥がとっている。
LP盤未収録であったが、アルバム『熱風』がキャニオンレコードからCDが再発売される際に、ボーナス・トラックとして収録された。
ライブ音源が2009年に初CD化され、完全収録盤となった『ライブ・イン田園コロシアム 〜The 夏祭り'81』に収録されている。

## 収録アルバム
国内盤
- 熱風 (#1,#2)※#1はアルバム・ミックス。
- Standing Ovation (#1)※アルバム・ミックス
- SUPER BEST (#1)※アルバム・ミックス
- SUPER BEST BOX SINGLE HISTORY 1979-1994 AND Snow Mail (#1)※リミックス・バージョン
- CHAGE&ASKA VERY BEST ROLL OVER 20TH (#1)
- ライブ・イン田園コロシアム 〜The 夏祭り'81 (#1,#2)※ライブ音源

海外盤
- Asian Communications Best (#1)

## カバー
万里の河
- 佐藤竹善 （2007年、カバー・アルバム『ウタヂカラ〜CORNERSTONES 4〜』収録）